# OG Buda
Андрюша Чабан (нар. 10 січня 1994, Тюмень, Росія), більш відомий під сценічним псевдонімом OG Buda — російський хіп-хоп виконавець, автор пісень, учасник творчого об'єднання «RANDOM CREW» та «MELON MUSIC».

## Біографія і музична кар'єра

### Ранній період: юність
Григорій народився 10 січня 1994 року в сибірському російському місті Тюмень, де прожив перші півтора роки. Через проблеми його батька з криміналом сім'я Григорія була змушена переїхати жити в столицю Угорщини — місто Будапешт.Там познайомився з дівчиною яка стала його музою.Він закохався,про дівчина бачила в ньому просто друга.
Навчався в угорській школі при Посольстві Росії, де познайомився з Feduk'ом, чий батько також ввів дисципліну з фізичної культури в даному навчальному закладі. Через погану поведінку по відношенню до вчителя технології Григорія змусили покинути цю школу, але дозволили довчитися ще один місяць. Через мовний бар'єр навчання в школі давалася Григорію дуже складно і закінчив він її важко. Як зізнається сам виконавець, іноді більш-менш добре вчитися йому допомагала своя харизма.
Пізніше, після закінчення школи, Григорію дали підробіток в Будапештському барі. Там виконавець працював барменом..

### Початок музичної кар'єри
В юності Григорій слухав Російські реп-групи «Ринкові відносини», «Чорна Економіка» та «Каста», а з зарубіжних виконавців — 50 Cent і Eminem'а. З друзями читав реп вигаданою мовою, а свій перший трек записав у 8 років. У 14-16 років займався цим як хобі.
Серйозно Григорій почав займатися репом після поради Feduk'а та членів творчого об'єднання « RNDM Crew». Першим випущеним треком вважається сингл 1000 Freestyle випущений 16 Квітня 2017 року в своєму офіційному співтоваристві в «ВКонтакте». В інтерв'ю для шоу «вДудь» Feduk заявив, що OG Buda і Big Baby Tape входять в його топ найкращих реперів Росії.

### Перша популярність-співпраця з платиною
3 липня 2018 року вийшов сингл Tourlife, значно розширив фан-базу Григорія, який є триб'ютом до синглу Moonlight покійного репера XXXTentacion. У цьому ж році завдяки Obladaet, Григорій знайомиться з Платиною, з яким надалі починає щільну співпрацю. 25 жовтня 2018 року відбувся реліз дебютного міні-альбому Солодких снів, записаний спільно з платиною. 21 листопада 2018 року вийшов перший спільно з Платиною музичний відеокліп «Це не любов», в якому також в якості камео з'явився Feduk. Спочатку мати Григорія не вірила в успіх сина, але після того, як він приніс їй перші великі зароблені гроші, вона переконалася в цьому.

## Дискографія

### Альбоми
| Рік  | Альбом             |
| ---- | ------------------ |
| 2019 | ОПГ СИТИ           |
| 2021 | SEXY DRILL         |
| 2021 | FREERIO            |
| 2022 | FREERIO 2          |
| 2023 | Скучаю, но работаю |
| 2023 | Pox Wavë 0.5       |
| 2023 | Pox Wavë           |